# 陈思和
陈思和（1954年—），生于上海，祖籍广东番禺，中国文学学者，现任复旦大学教授、人文学院副院长、中文系主任。兼任上海作协副主席。

## 生平
1954年1月出生于上海。祖籍是广东番禺。
1982年1月毕业于复旦大学中文系，留校任教。1988年升任副教授。1993年任中文系教授、博士生导师。1994年5月至今出任复旦大学人文学院副院长。2001年6月至今兼任复旦大学中国语言文学系主任。
2018年凭借《有关20世纪中国文学史研究的几个问题》荣获第七届鲁迅文学奖文学理论评论奖。

## 主要著作
- 《中国新文学整体观》1987年，上海文艺出版社，2000年修订再版。
- 《中国当代文学史》教材主编，1999年复旦大学出版社。
- 《中国现当代文学名篇十五讲》，2004年北京大学出版社